# Felix Luz
Felix Luz, (Esslingen am Neckar, 18 januari 1982), is een Duits profvoetballer die uitkomt voor SV Elversberg. Hij is een spits.
Luz genoot zijn opleiding bij VfB Stuttgart waar hij tussen 2001 en 2005 geregeld uitkwam voor het tweede elftal. Hierna trok hij naar FC St. Pauli waar hij een belangrijke pion in het elftal werd. Door zijn goede prestaties bij Sankt Pauli, dat toen op het derde niveau uitkwam, versierde hij in januari 2007 een transfer naar toenmalig tweedeklasser FC Augsburg. In 2008 vertrok hij naar Rot-Weiß Oberhausen. Voor deze club speelde hij weinig wedstrijden wegens blessureleed.
In oktober 2011 koos Luz voor het avontuur en tekende bij het Vietnamese Đà Nẵng FC. Na enkele maanden werd zijn contract er ontbonden. Hij keerde hierop terug naar Europa en tekende, na een geslaagde testperiode, een contract bij KVC Westerlo. Nadat hij met Westerlo een degradatie niet meer kon afwenden trok hij terug naar Duitsland. Luz tekende een contract bij derdeklasser Wacker Burghausen. Eén seizoen later maakte hij de overstap naar reeksgenoot SV Elversberg.

## Statistieken
| seizoen | club                 | land      | competitie         | wed. | goals |
| ------- | -------------------- | --------- | ------------------ | ---- | ----- |
| 2001/02 | VfB Stuttgart II     | Duitsland | Regionalliga Süd   | 15   | 1     |
| 2002/03 | VfB Stuttgart II     | Duitsland | ??                 | ??   | ??    |
| 2003/04 | VfB Stuttgart II     | Duitsland | Regionalliga Süd   | 4    | 1     |
| 2003/04 | TSG Hoffenheim       | Duitsland | Regionalliga Süd   | 4    | 0     |
| 2004/05 | VfB Stuttgart II     | Duitsland | Regionalliga Süd   | 30   | 7     |
| 2005/06 | FC St. Pauli         | Duitsland | Regionalliga Nord  | 36   | 8     |
| 2006/07 | FC St. Pauli         | Duitsland | Regionalliga Nord  | 13   | 5     |
| 2006/07 | FC Augsburg          | Duitsland | 2. Bundesliga      | 15   | 2     |
| 2007/08 | FC Augsburg          | Duitsland | 2. Bundesliga      | 13   | 1     |
| 2008/09 | Rot-Weiß Oberhausen  | Duitsland | 2. Bundesliga      | 5    | 0     |
| 2009/10 | Rot-Weiß Oberhausen  | Duitsland | 2. Bundesliga      | 2    | 0     |
| 2010/11 | Rot-Weiß Oberhausen  | Duitsland | 2. Bundesliga      | 9    | 3     |
| 2011/12 | Đà Nẵng FC           | Vietnam   | V-League           | ??   | ??    |
| 2011/12 | KVC Westerlo         | België    | Jupiler Pro League | 8    | 1     |
| 2012/13 | SV Wacker Burghausen | Duitsland | 3. Bundesliga      | 30   | 5     |
| 2013/14 | SV Elversberg        | Duitsland | 3. Bundesliga      | 19   | 8     |
|         |                      |           | Totaal*            | 203  | 42    |

 * = Laatst bijgewerkt op 04-03-2014